# André Legrand
Pour les articles homonymes, voir Legrand.
André Legrand, né le 23 juillet 1939 à Lomme et mort le 1er juillet 2024 à Paris,, est un juriste et universitaire français, spécialiste en droit public. Il a été président de l'université Paris-X de 1998 à 2003, 1er vice-président de la Conférence des chefs d'établissements de l'enseignement supérieur de 1998 à 2002 et recteur d'académies.

## Biographie

### Etudes et début de carrière
Il effectue ses études juridiques au sein de la Faculté de Droit de Lille, où il obtient son doctorat de droit, consacré à l'ombudsman scandinave.
En 1970, il est reçu à l'agrégation de droit public et devient professeur des universités à l'université de Lille.
En 1980, il quitte Lille pour prendre la direction du Centre Juridique d'Etudes Françaises de l'Université de la Sarre. Il se spécialise notamment dans le droit de l'Education et le droit comparé franco-allemand, ainsi que le droit comparé des religions.

### Rectorat d'académie
En 1981, il est nommé recteur de l'académie de Limoges.
En 1984, il est muté à l'académie de Rennes.
En 1989, il est nommé à la tête de la direction des lycées et collèges au ministère de l'Éducation nationale, puis en 1992 à celle des écoles.

### Présidence de l'université Paris-X
En 1993, il quitte ses fonctions au ministère de l'Éducation nationale pour rejoindre l'université Paris-X où il est professeur au Centre de recherches et d'études sur les droits fondamentaux (CREDOF).
En 1998, il est élu président de l'université et succède à Michel Imberty. Il entame alors un mandat de 5 ans.
La même année, il est élu premier vice-président de la Conférence des chefs d'établissements de l'enseignement supérieur pour un mandat de 2 ans.
En 2003, il quitte ses fonctions en tant que président d'université et devient professeur invité à l’université de Potsdam jusqu'en 2007.
En 2008, il est retraité et se voit décerner le titre de professeur émérite, professeur associé du CREDOF. Il est également président honoraire de l'université Paris-X.

## Publications
- Le droit public, La Documentation Française, 2009,  (ISBN 2-11-007738-7)
- Code de l’éducation, Lexis-Nexis, 2008,  (ISBN 2-7110-0930-0)
- L'Ecole dans son droit, Michel Houdiard (coll. Les Sens du Droit), 2006,  (ISBN 2-912673-55-0)
- Les contrats et le système éducatif (préface), Éditions L'Harmattan, 2004,  (ISBN 2-7475-5916-5)
- Initiation au droit public, La documentation Française, 2003,  (ISBN 2-11-005403-4)
- LE SYSTEME E. L'école, des réformes en projets, Denoël (Éditions), 1994,  (ISBN 2-207-24183-1)
- L’ombudsman scandinave : études comparées sur le contrôle de l’administration, LGDJ, 1970, ASIN B0000DLX4J,
- La méthode des réformes, in Les réformes territoriales en Europe du Nord-Ouest, Ed. CNRS, 1981.

## Distinctions
- Doctorat honoris causa de l'université de Potsdam depuis le 26 novembre 2008[5]

## Sources